# Victor Allard

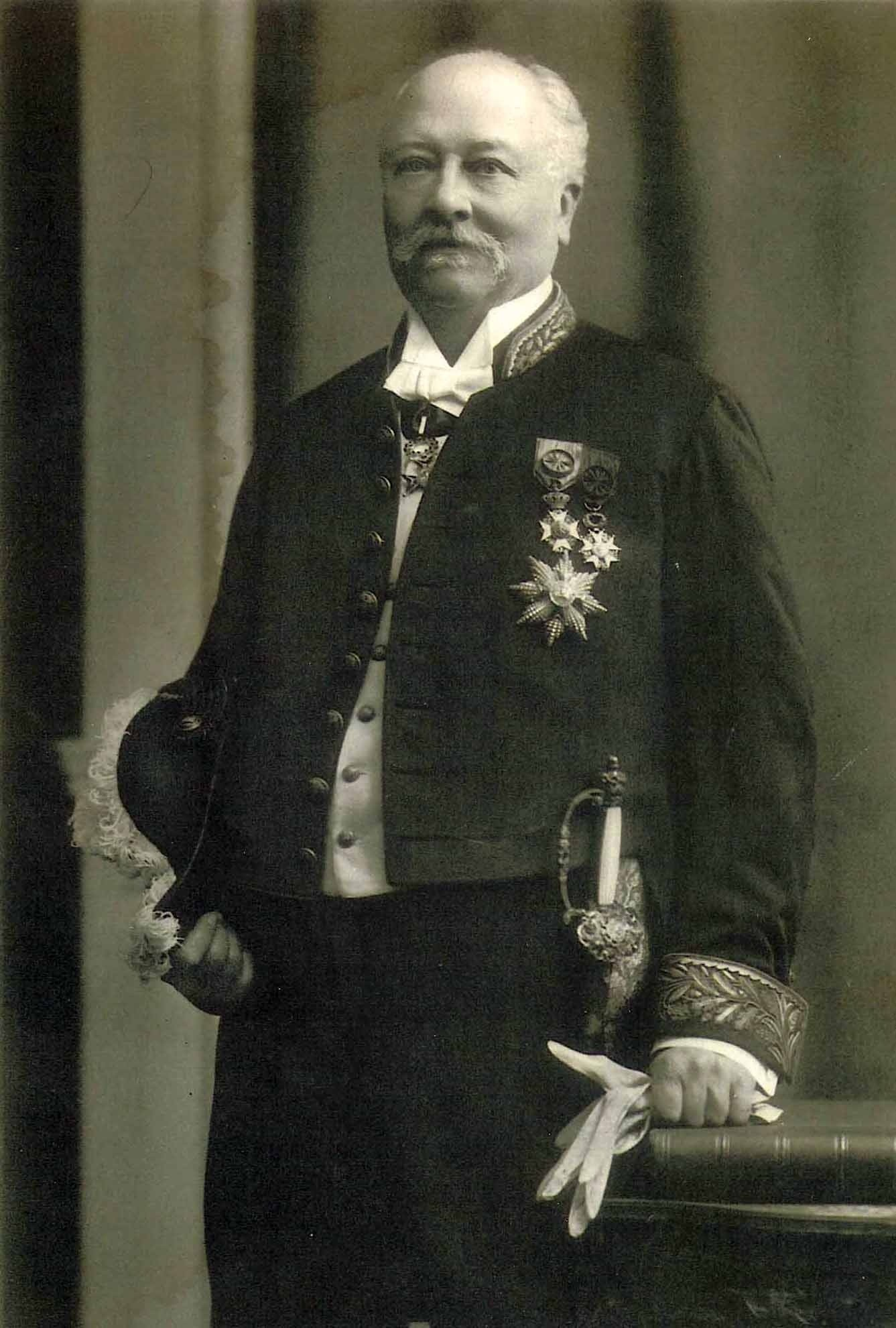
Victor Allard

Victor-Léon-Odilon Allard (Brussel, 22 juni 1840 – 18 april 1912) was een Belgisch bankier, senator en burgemeester van Ukkel.

## Biografie

### Bankier

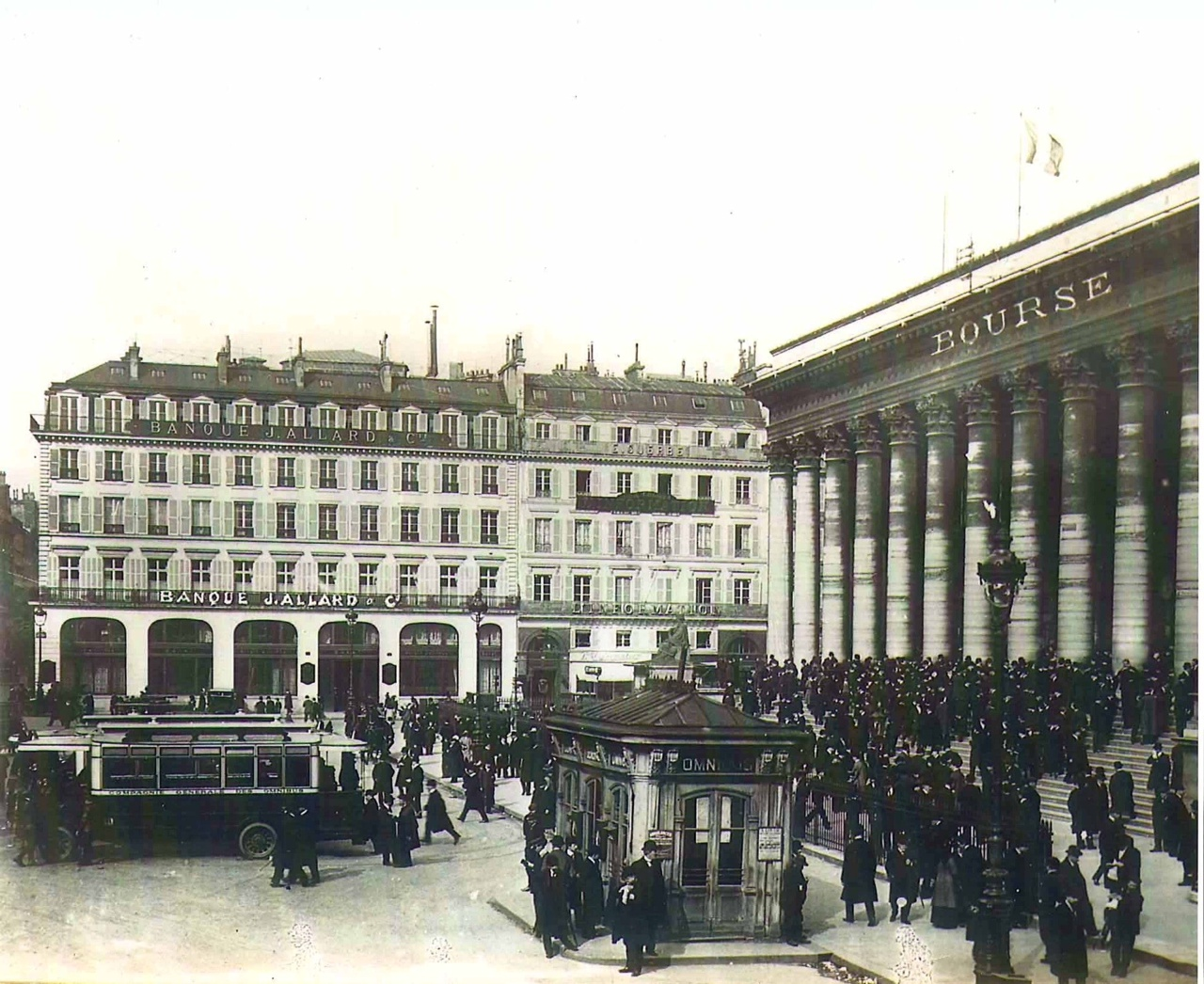
Zetel van de Banque Josse Allard in Parijs

Victor Allard, zoon van muntmeester en bankier Joseph Allard (1805-1877), groeide op in een familie van goudsmeden en bankiers. Van 1844 tot 1931 verzekerde de familie Allard de fabricatie van de Belgische munt. Na zijn lager onderwijs thuis, volbracht hij zijn middelbare studies aan het Collège Saint-Michel (thans Sint-Jan Berchmanscollege), gevolgd door zijn introductie in het internationale familiebedrijf. Hij begon aan zijn bankiersopleiding in Londen, om na vijf jaar zijn activiteiten verder te zetten in Parijs en Berlijn. Hij keerde in 1883 naar België terug, naar aanleiding van zijn tweede huwelijk. Hij stichtte Allard et Cie en leidde veel bedrijven en banken, zowel in Frankrijk als in het buitenland.

### Politiek
Allard werd in 1884 katholiek senator (voor amper een week, gelet op de onmiddellijke ontbinding van de Kamers die op de verkiezing volgde), opnieuw van 1888 tot 1892 en van 1894 tot aan zijn dood. Hij speelde een gezagvolle rol in de Hoge Vergadering.
Hij werd gemeenteraadslid van Ukkel in 1886 en was burgemeester van deze gemeente van 1896 tot 1900.
Tevens werd hij in 1891 directeur van de Nationale Bank van België en was van 1905 tot aan zijn dood vicegouverneur. De familiale vennootschappen werden verder geleid door zijn oudere broer, Alphonse Allard (1831-1900) en vanaf 1891 door zijn zoon, Josse Allard. Alphonse Allard was zelf directeur van de Nationale Bank van 1878 tot 1891 en was een erkend specialist in monetaire zaken.

### Familie
Allard trouwde in 1865 in Brussel met Emma Faignart (1845-1871), dochter van Louis Faignart (1803-1882), industrieel, gemeenteraadslid van Saint-Vaast, provincieraadslid van Henegouwen en volksvertegenwoordiger. Ze kregen een zoon en een dochter:
- Suzanne Allard (1866-1893), trouwde in 1889 in Brussel met graaf Guillaume van der Straten Ponthoz (1854-1912), zoon van graaf Ignace van der Straten Ponthoz (1814-1899), generaal-majoor en vleugeladjudant van de koning. Het huwelijk bleef kinderloos.
- Josse Allard (1868-1931), bankier en filantroop, trouwde in 1901 in Angleur met Marie-Antoinette Calley Saint-Paul de Sinçay (1881-1977), dochter van Adrien-Gaston Calley Saint-Paul de Sinçay, industrieel. Ze kregen drie zoons en twee dochters, waaronder Antoine Allard en Olivier Allard, met afstammelingen tot heden.

Hij hertrouwde in 1874 in Brussel met een nicht van zijn vrouw, Marguerite Wittouck (1853-1927), dochter van Félix-Guillaume Wittouck, likeurstoker, suikerraffinadeur en burgemeester van Sint-Pieters-Leeuw. Ze kregen vier zoons en twee dochters van wie drie de volwassen leeftijd bereikten:
- Étienne Allard (1882-1945), trouwde in 1921 met Enriqueta Pérez-Seoane y Cullen (1898-1990), dochter van Manuel Pérez-Seoane y Roca de Togores, graaf van Pinohermoso, advocaat. Ze kregen drie zoons en een dochter, met afstammelingen tot heden.
- Marthe Allard (1884-1970), trouwde in 1912 in Elsene met Robert de Lesseps (1882-1916), pionier van het vliegwezen, zoon van Ferdinand de Lesseps, Frans diplomaat, ingenieur en financier. Ze kregen een zoon en een dochter, met afstammelingen tot heden.
- Marie-Madeleine Allard (1890-1957), trouwde in 1919 in Parijs met Jacques Gabriel de Surville (1888-1982), Frans militair. Ze kregen een zoon en een dochter, met afstammelingen tot heden.

Allard was een schoonbroer van Emile Van Hoorde, advocaat, volksvertegenwoordiger en senator, en jhr. Amedée Visart de Bocarmé, bosbouwer, volksvertegenwoordiger en burgemeester van Brugge.